# كابيم جروسو
كابيم جروسو بلدية في ولاية باهيا في المنطقة الشمالية الشرقية من البرازيل. تمت ترقيتها إلى بلدية في عام 1985، حيث تم إخراج المنطقة من بلدية يعقوبينا.